# Andi
Pour les articles homonymes, voir Andi (homonymie).
L'andi (en andi къIaваннаб мицци) est une langue caucasienne du groupe avaro-andi de la famille des langues nakho-daghestaniennes.

L'andi, parlé par 10 000 personnes dans le rayon de Botlikh, au Daghestan, n'est pas une langue écrite. Les Andi se servent du russe et de l'avar.
La langue est en constante régression, absorbée par l'avar qui est la langue de communication entre de nombreux groupes ethniques et n'est plus utilisée que dans le cadre familial. Il existe un dialecte avar teinté de mots et d'accent andi utilisé par une vingtaine de milliers d'Andi auxquels il ne reste que quelques vagues réminiscences de leur langue maternelle[réf. nécessaire].

## Variétés
L'andi est parlé sous deux formes dialectales : 
- l'andi du Nord, avec ses sous-dialectes q'uannu, rikvani, gagatli, zilo et chanko comprend la majorité des locuteurs ;
- l'andi du Sud, avec deux sous-dialectes parlés chacun dans un seul village homonyme : Munib et Kvanxidatl.[réf. nécessaire]

On peut presque les considérer comme deux langues distinctes tant l'intercompréhension peut s'avérer difficile.[réf. nécessaire].
- Vocabulaire comparatif: Nord-andi/sud-andi[réf. nécessaire]

|           | nord Andi | sud Andi |
| --------- | --------- | -------- |
| terre     | ulka      | ħukmati  |
| eau       | łen       | łłenni   |
| ciel      | rešno     | rešin    |
| nuage     | lerčol    | ġiro     |
| boue      | ġuzi      | q̄uviłir  |
| arbre     | reša      | rešału   |
| poussière | q̇exva     | tsuri    |

## Numération
L'andi possède un système décimal alors que certaines autres langues du même groupe utilisent une numération vigésimale.[réf. nécessaire]
- Nord Andi Sud Andi
- 1- себ (seb)	                                     севи (sevi)
- 2- чІегу (c̣egu)	                             чIе (c̣e)
- 3- лъобгу (łobgu)	                             лъови (łovi)
- 4- богъгъогу (boġġogu)	                     боо (boo)
- 5- иншдугу (inšdugu) 	                             инщду (inšdu)
- 6- онлІигу (onkłigu)	                             онлIигу (onkłigu)
- 7- гьокьугу (ġoq̇ugu)	                             гьокьу (ġoq̇u)
- 8- бийкьигу (bijq̇igu)	                     бекьи (beq̇i)
- 9- гьочІогу (ġoč̣ogu)	                             гьочIо (ġoč̣o)
- 10- гьоцІогу (ġoc̣ogu)	                             гьоцIо (ġoc̣o)

## Phonologie
L'andi a 43 consonnes : 
- 5 labiales (b - p - p' - v - m),
- 10 dentales (d - t - t' -  ts' - ts': - ts - z - s - s: - n),
- 9 alvéolaires (dž - .č - .č: -  č -  č: - ž - š - š: - r),
- 4 latérales (ķł -  ķł: -  ł -  l),
- 7 vélaires (g - ķ -  ķ: - k - k: -  x – j),
- 6 uvulaires (q' – q': - q - ġ - ҳ -  ҳ:)
- 2 laringales (ъ – h).

Par contre le vocalisme est très simple : 5 voyelles : a - e (é) - i - o - u (ou). 

## Particularités internes
Grammaticalement, le nord-andi possède 5 genres sauf le dialecte rikvani qui en a 6 car le genre « animaux » ayant été subdivisé en « animaux communs » et « insectes ». Par contre, le sud-andi ne possède que 4 genres.[réf. nécessaire]